# Kaprije
Kaprije er en ø i Adriaterhavet ud for Kroatiens kyst, og en del af øgruppen Šibenik. Den har et areal på 6,97 km² og et befolkningstal på 143. Øens eneste bebyggelse er også kaldt Kaprije. Øen har dale som går på tværs. Her vokser der græs og enkelte fyrreskove. Der bliver dyrket  druer og oliven. Hovederhverv er landbrug, fiskeri og turisme. Det er ikke tilladt at køre bil på øen.
I 1300- og 1400-tallet tilhørte Kaprije adelsfamilier fra Šibenik. Da osmanene okkuperede fastlandet i 1500- og 1600-tallet, flygtede mange mennesker fra fastlandet til Kaprije og mange af de andre øer ud for kysten af Kroatien. På denne tid blev en kirke for Sankt Peter bygget på Kaprije.

## Galleri
- Satelitbillede af øen
- Strand i bugten Nozdra
- Bugten Mali Nozdra ved den sydøstlige ende af øen